# Континентальная ассоциация
«Континентальная ассоциация» (англ. Continental Association) — документ, разработанный в ходе работы Первого Континентального конгресса, санкционирующий торговый бойкот с Великобританией. С помощью этого бойкота Конгресс намеревался принудить метрополию к пересмотру своей политики в отношении американских колоний и в частности отменить так называемые «невыносимые законы».
Документ был принят Конгрессом 20 октября 1774 года. Бойкот, санкционируемый им, вступил в силу 1 декабря 1774 года и действовал фактически до начала Войны за независимость.

## Последствия принятия документа
Вопреки надеждам конгрессменов «Континентальная ассоциация» не вынудила Великобританию к пересмотру своей колониальной политики, а спровоцировала её на введение карательных санкций в отношении «взбунтовавшихся» колоний. Британский флот блокировал побережье колоний, парализовав не только внешнюю торговлю, но и океанский рыбный промысел колоний. А 30 марта 1775 года английский парламент принял закон, запрещающий американским колониям торговать с кем бы то ни было, кроме Великобритании и Британской Вест-Индии.